# Historia de partidos de rugby entre Inglaterra y Nueva Zelanda
Los equipos nacionales de unión de rugby de Inglaterra y Nueva Zelanda han estado jugando entre ellos en Test Match Rugby desde 1905, y han disputado un total de 42 partidos de prueba desde entonces. La primera reunión entre las dos naciones fue el 2 de diciembre de 1905, cuando los All Blacks estaban en Inglaterra como parte de su gira por Europa y América del Norte. Los All Blacks ganaron 15-0 con sus puntos en cinco intentos, de los cuales cuatro fueron anotados por el extremo Duncan McGregor. Su próxima reunión fue en la gira Invincibles de los All Blacks de 1924–25. El partido fue más notable por el envío de All Black lock, Cyril Brownlie, quien se convirtió en el primer jugador en ser enviado en un partido de prueba. En 1936, Inglaterra derrotó a los All Blacks por primera vez cuando el extremo inglés Prince Alexander Obolensky anotó dos intentos durante una victoria 13-0 en el estadio Twickenham. Los All Blacks nunca han perdido más de dos partidos consecutivos ante Inglaterra (una vez, en pérdidas en noviembre de 2002 y luego en junio de 2003) y han dominado la rivalidad entre los equipos. De los 42 partidos entre ellos, Nueva Zelanda ganó 33 e Inglaterra 8, mientras que se empató un partido.
En 2008, el Hillary Shield se presentó como el trofeo que se disputará en los partidos entre los dos equipos.

## Hillary Escudo
El escudo de Hillary se ha otorgado al ganador de los partidos de prueba Inglaterra - Nueva Zelanda desde 2008. El escudo solo se disputa en partidos que no son de la Copa Mundial, y se nombra en honor a Sir Edmund Hillary, la primera persona en llegar a la cima del Monte Everest. También fue concebido para reconocer los vínculos entre Nueva Zelanda e Inglaterra. Cuando el escudo fue presentado en 2008 por el Primer Ministro de Nueva Zelanda en ese momento, Helen Clark, y la viuda de Hillary, Lady June Hillary, Clark dijo de Hillary "Él era parte de una expedición británica cuando conquistó el Monte Everest poco después de la coronación de la Reina Isabel II ".

## Resumen

### En general
| Detalles         | Jugado | Ganado por Inglaterra | Ganado por Nueva Zelanda | Dibujado | Puntos de Inglaterra | Puntos de Nueva Zelanda |
| ---------------- | ------ | --------------------- | ------------------------ | -------- | -------------------- | ----------------------- |
| En Inglaterra    | 25     | 5                     | 19                       | 1        | 336                  | 486                     |
| En Nueva Zelanda | 15     | 2                     | 13                       | 0        | 210                  | 454                     |
| Local neutro     | 2      | 1                     | 1                        | 0        | 48                   | 52                      |
| En general       | 42     | 8                     | 33                       | 1        | 594                  | 992                     |

Nota: la fecha mostrada en los paréntesis indica cuándo el registro era último conjunto .
| Récord                     | Inglaterra                  | Nueva Zelanda                |
| -------------------------- | --------------------------- | ---------------------------- |
| Más largo ganador streak   | 2 (9 Nov 2002@–14 Jun 2003) | 9 (12 Jun 2004@–6 Nov 2010)  |
| Puntos a favor más grandes |                             |                              |
| Casa                       | 38 (1 de diciembre de 2012) | 64 (20 de junio de 1998)     |
| Fuera                      | 27 (14 de junio de 2014)    | 45 (18 de junio de 1995)     |
| Margen ganador más grande  |                             |                              |
| Casa                       | 17 (1 de diciembre de 2012) | 42 (20 de junio de 1998)     |
| Fuera                      | 12 (26 de octubre de 2019)  | 26 (29 de noviembre de 2008) |

## Resultados[1]
| Núm. | Fecha                    | Local                                    | Puntuación | Ganador       | Competición |
| ---- | ------------------------ | ---------------------------------------- | ---------- | ------------- | --- |
| 1    | 2 de diciembre de 1905   | Crystal Palacio, Londres                 | 0 – 15     | Nueva Zelanda | El Original Toda visita de Negros                                                                                       |
| 2    | 3 de enero de 1925       | Twickenham, Londres                      | 11 – 17    | Nueva Zelanda | |
| 3    | 4 de enero de 1936       | Twickenham, Londres                      | 13 – 0     | Inglaterra    | 1935@–36 rugbi de Nueva Zelanda visita de unión de Gran Bretaña, Irlanda y Canadá                                       |
| 4    | 30 de enero de 1954      | Twickenham, Londres                      | 0 – 5      | Nueva Zelanda | 1953@–54 rugbi de Nueva Zelanda visita de unión de Gran Bretaña, Irlanda, Francia y América del Norte<br id="mwwQ"><br> |
| 5    | 25 de mayo de 1963       | Eden Parque, Auckland                    | 21 – 11    | Nueva Zelanda | 1963 rugbi de Inglaterra visita de unión de Australasia                                                                 |
| 6    | 1 de junio de 1963       | Lancaster Parque, Christchurch           | 9 – 6      | Nueva Zelanda | 1963 rugbi de Inglaterra visita de unión de Australasia                                                                 |
| 7    | 4 de enero de 1964       | Twickenham, Londres                      | 0 – 14     | Nueva Zelanda | 1963@–64 rugbi de Nueva Zelanda visita de unión de Gran Bretaña, Irlanda, Francia y América del Norte<br id="mw5Q"><br> |
| 8    | 4 de noviembre de 1967   | Twickenham, Londres                      | 11 – 23    | Nueva Zelanda | 1967 rugbi de Nueva Zelanda visita de unión de Gran Bretaña, Francia y Canadá                                           |
| 9    | 6 de enero de 1973       | Twickenham, Londres                      | 0 – 9      | Nueva Zelanda | 1972@–73 rugbi de Nueva Zelanda visita de unión de Gran Bretaña, Irlanda, Francia y América del Norte<br id="mw_A"><br> |
| 10   | 15 de septiembre de 1973 | Eden Parque, Auckland                    | 10 – 16    | Inglaterra    | 1973 rugbi de Inglaterra visita de unión de Fiyi y Nueva Zelanda                                                        |
| 11   | 25 de noviembre de 1978  | Twickenham, Londres                      | 6 – 16     | Nueva Zelanda | 1978 rugbi de Nueva Zelanda visita de unión de Gran Bretaña e Irlanda                                                   |
| 12   | 24 de noviembre de 1979  | Twickenham, Londres                      | 9 – 10     | Nueva Zelanda | 1979 rugbi de Nueva Zelanda visita de unión de Inglaterra, Escocia e Italia                                             |
| 13   | 19 de noviembre de 1983  | Twickenham, Londres                      | 15 – 9     | Inglaterra    | 1983 rugbi de Nueva Zelanda visita de unión de Escocia e Inglaterra                                                     |
| 14   | 1 de junio de 1985       | Lancaster Parque, Christchurch           | 18 – 13    | Nueva Zelanda | 1985 rugbi de Inglaterra visita de unión de Nueva Zelanda                                                               |
| 15   | 8 de junio de 1985       | Parque atlético, Wellington              | 42 – 15    | Nueva Zelanda | 1985 rugbi de Inglaterra visita de unión de Nueva Zelanda                                                               |
| 16   | 3 de octubre de 1991     | Twickenham, Londres                      | 12 – 18    | Nueva Zelanda | 1991 Rugbi Etapa de Piscina de Taza Mundial                                                                             |
| 17   | 27 de noviembre de 1993  | Twickenham, Londres                      | 15 – 9     | Inglaterra    | 1993 rugbi de Nueva Zelanda visita de unión de Gran Bretaña                                                             |
| 18   | 18 de junio de 1995      | Newlands, Ciudad de Cabo                 | 45 – 29    | Nueva Zelanda | 1995 Rugbi Taza Mundial Semi-final                                                                                      |
| 19   | 22 de noviembre de 1997  | Old Trafford, Mánchester                 | 8 – 25     | Nueva Zelanda | 1997 rugbi de Nueva Zelanda visita de unión de Gran Bretaña e Irlanda                                                   |
| 20   | 6 de diciembre de 1997   | Twickenham, Londres                      | 26 – 26    | draw          | 1997 rugbi de Nueva Zelanda visita de unión de Gran Bretaña e Irlanda                                                   |
| 21   | 20 de junio de 1998      | Carisbrook, Dunedin                      | 64 – 22    | Nueva Zelanda | 1998 rugbi de Inglaterra visita de unión de Australasia y Sudáfrica                                                     |
| 22   | 27 de junio de 1998      | Eden Parque, Auckland                    | 40 – 10    | Nueva Zelanda | 1998 rugbi de Inglaterra visita de unión de Australasia y Sudáfrica                                                     |
| 23   | 9 de octubre de 1999     | Twickenham, Londres                      | 16 – 30    | Nueva Zelanda | 1999 Rugbi Etapa de Piscina de Taza Mundial                                                                             |
| 24   | 9 de noviembre de 2002   | Twickenham, Londres                      | 31 – 28    | Inglaterra    | 2002 Otoño Internacional                                                                                                |
| 25   | 14 de junio de 2003      | Westpac Estadio, Wellington              | 13 – 15    | Inglaterra    | 2003 rugbi de Inglaterra visita de unión de Australasia                                                                 |
| 26   | 12 de junio de 2004      | Carisbrook, Dunedin                      | 36 – 3     | Nueva Zelanda | 2004 rugbi de Inglaterra visita de unión de Australasia                                                                 |
| 27   | 19 de junio de 2004      | Eden Parque, Auckland                    | 36 – 12    | Nueva Zelanda | 2004 rugbi de Inglaterra visita de unión de Australasia                                                                 |
| 28   | 19 de noviembre de 2005  | Twickenham, Londres                      | 19 – 23    | Nueva Zelanda | 2005 Otoño Internacional                                                                                                |
| 29   | 5 de noviembre de 2006   | Twickenham, Londres                      | 20 – 41    | Nueva Zelanda | 2006 Otoño Internacional                                                                                                |
| 30   | 14 de junio de 2008      | Eden Parque, Auckland                    | 37 – 20    | Nueva Zelanda | 2008 rugbi de Inglaterra visita de unión de Nueva Zelanda                                                               |
| 31   | 21 de junio de 2008      | AMI Estadio, Christchurch                | 44 – 12    | Nueva Zelanda | 2008 rugbi de Inglaterra visita de unión de Nueva Zelanda                                                               |
| 32   | 29 de noviembre de 2008  | Twickenham, Londres                      | 6 – 32     | Nueva Zelanda | 2008 Otoño Internacional                                                                                                |
| 33   | 21 de noviembre de 2009  | Twickenham, Londres                      | 6 – 19     | Nueva Zelanda | 2009 Otoño Internacional                                                                                                |
| 34   | 6 de noviembre de 2010   | Twickenham, Londres                      | 16 – 26    | Nueva Zelanda | 2010 Otoño Internacional                                                                                                |
| 35   | 1 de diciembre de 2012   | Twickenham, Londres                      | 38 – 21    | Inglaterra    | 2012 Otoño Internacional                                                                                                |
| 36   | 16 de noviembre de 2013  | Twickenham, Londres                      | 22 – 30    | Nueva Zelanda | 2013 Otoño Internacional                                                                                                |
| 37   | 7 de junio de 2014       | Eden Parque, Auckland                    | 20 – 15    | Nueva Zelanda | 2014 rugbi de Inglaterra visita de unión de Nueva Zelanda                                                               |
| 38   | 14 de junio de 2014      | Forsyth Barr Estadio, Dunedin            | 28 – 27    | Nueva Zelanda | 2014 rugbi de Inglaterra visita de unión de Nueva Zelanda                                                               |
| 39   | 21 de junio de 2014      | Waikato Estadio, Hamilton                | 36 – 13    | Nueva Zelanda | 2014 rugbi de Inglaterra visita de unión de Nueva Zelanda                                                               |
| 40   | 8 de noviembre de 2014   | Twickenham, Londres                      | 21 – 24    | Nueva Zelanda | 2014 Otoño Internacional                                                                                                |
| 41   | 10 de noviembre de 2018  | Twickenham, Londres                      | 15 – 16    | Nueva Zelanda | 2018 Otoño Internacional                                                                                                |
| 42   | 26 de octubre de 2019    | Estadio internacional Yokohama, Yokohama | 19 – 7     | Inglaterra    | 2019 Rugbi Taza Mundial Semi-final                                                                                      |

## Lista de series
| Detalles   | Jugado | Won by England | Won by New Zealand | Dibujado |
| ---------- | ------ | -------------- | ------------------ | -------- |
| En general | 7      | 0              | 7                  | 0        |

| Año  | Núm. de partidos | Inglaterra | Nueva Zelanda | Ganador de serie |
| ---- | ---------------- | ---------- | ------------- | ---------------- |
| 1963 | 2                | 0          | 2             | 1963             |
| 1985 | 2                | 0          | 2             | 1985             |
| 1997 | 2                | ½          | 1½            | 1997             |
| 1998 | 2                | 0          | 2             | 1998             |
| 2004 | 2                | 0          | 2             | 2004             |
| 2008 | 2                | 0          | 2             | 2008             |
| 2014 | 3                | 0          | 3             | 2014             |

## Reuniones notables

### Copa mundial
- Copa Mundial de Rugby de 2019
- Copa Mundial de Rugby de 1999
- Copa Mundial de Rugby de 1995
- Copa Mundial de Rugby de 1991